# Sila María Calderón Serra
Sila María Calderón Serra (San Juan, 23 de setembre de 1942) és una política i empresària porto-riquenya, 8a Governadora de Puerto Rico de 2001 a 2005 i primera dona a ocupar aquest càrrec. Ha estat Secretaria d'Estat de Puerto Rico de 1988 a 1989, i col·laboradora del Governador Rafael Hernández Colón, així com alcaldesa de San Juan, la capital de Puerto Rico, de 1997 a 2001.

## Biografia
Sila Calderón va néixer a San Juan, Puerto Rico, el 23 de setembre de 1942, filla de César Calderón i Sila Serra. Va cursar estudis primaris i secundaris en el Col·legi del Sagrat Cor de les Mares de Santurce, a Puerto Rico, i en el Manhattanville College de Purchase, Harrison, al comtat novaiorquès de Westchester, on va obtenir el títol de batxiller amb l'especialitat en Ciències Polítiques. Posteriorment va realitzar un postgrau a l'Escola d'Administració Pública per la Universitat de Puerto Rico.
En les eleccions generals de 1996 va ser elegida Alcaldesa de San Juan, esdevenint la segona dona en la història en ocupar aquest càrrec. El 21 d'abril de 1999, Calderón va presentar candidatura per a Governador de Puerto Rico. El 31 de maig 31, va guanyar les primàries i va agafar la presidència del partit, amb el llavors President Aníbal Acevedo Vilá assumint la funció de Vicepresident. El 2000, Calderón va dirigir el Partit Popular Democràtic (PPD) per la campanya per Governador contra Carlos Pesquera (PNP) i Rubén Berríos (PIP). Sila María Calderón va ser elegida Governadora, esdevenint la primera dona a ocupar el càrrec en tota la història de Puerto Rico.